# Against All Odds (2025)
Against All Odds (2025) – gala wrestlingu organizowana przez amerykańską federację Total Nonstop Action Wrestling (TNA), która była transmitowana na żywo za pomocą platformy TNA+. Odbyła się 6 czerwca 2025 w Mullett Arena w Tempe w stanie Arizona. Była to czternasta gala z cyklu Against All Odds, a zarazem czwarta gala TNA+ Monthly Specials w 2025 roku.
Podczas gali odbyło się dziewięć walk, w tym jedena na pre-show "Countdown to Against All Odds". W walce wieczoru, wrestler NXT Trick Williams pokonał Elijaha, aby zachować TNA World Championship. W innych ważnych walkach, Santino Marella pokonał Sheriffa Stone’a, aby pozostać dyrektorem TNA Authority, a Masha Slamovich pokonała Léi Yǐng Lee, aby zachować TNA Knockouts World Championship. Wydarzenie było godne uwagi ze względu na powrót do TNA The IInspiration (Cassie Lee i Jessici McKay) oraz Killer Kelly.

## Tło
3 kwietnia 2025, TNA ogłosiło, że Under Siege odbędzie się 23 maja 2025 w Mullett Arena w Tempe w stanie Arizona.

## Rywalizacje
Against All Odds oferowało walki wrestlingu z udziałem różnych zawodników na podstawie przygotowanych wcześniej scenariuszy i rywalizacji, które są realizowane podczas cotygodniowych odcinków programu Impact!. Wrestlerzy odgrywają role pozytywnych (face) lub negatywnych bohaterów (heel), którzy rywalizują pomiędzy sobą w seriach walk mających budować napięcie.

### Pojedynek o TNA World Championship
Na NXT Battleground, wrestler NXT Trick Williams pokonał Joe Hendry’ego, aby zdobyć TNA World Championship, stając się pierwszym aktywnym wrestlerem WWE, który posiadał jakikolwiek tytuł TNA. Dwa dni później, na odcinku NXT z 27 maja, Williams wydał swoje pierwsze promo jako mistrz, w którym obiecał zmienić TNA w „TrickNA”, jednocześnie dyskredytując byłych TNA World Championów, takich jak Kurt Angle i AJ Styles. Później skonfrontował się z nim Mike Santana, który pojawił się w segmencie za kulisami na Battleground i właśnie zadebiutował na ringu NXT wcześniej. Wyzywał Williamsa za bycie „fałszywym”, oświadczając, że odbierze Williamsowi TNA World Championship. Dyrektor ds. władz TNA Santino Marella pojawił się na Titantronie, aby ogłosić, że według Generalnej Menadżerki NXT Ava, Williams będzie bronił tytułu przeciwko Santanie na następnym odcinku NXT. Jednak następnego dnia w Busted Open Radio, współprowadzący i starszy producent TNA Tommy Dreamer ogłosił, że TNA World Championship będzie również bronione na Against All Odds. Ta walka została później potwierdzona na kolejnym odcinku TNA Impact!, gdzie Williams lub Santana będą bronić tytułu przeciwko sojusznikowi Joe Hendry’ego, Elijahowi. Na odcinku NXT z 3 czerwca Williams pokonał Santanę, aby zachować tytuł, więc ogłoszono, że Williams będzie bronił tytułu przeciwko Elijahowi na Against All Odds.

### Pojedynek o TNA Knockouts World Championship
Na Under Siege, po tym jak Masha Slamovich obroniła TNA Knockouts World Championship przeciwko Victorii Crawford, nominowała Léi Yǐng Lee jako swoją kolejną rywalkę, ale została odrzucona przez Roberta Stone’a, który powiedział, że Lee musi zasłużyć na swoją szansę na nadchodzącym odcinku TNA Impact!. Pokonała TNA Knockouts World Tag Team Champiokę Ash by Elegance, po czym ponownie została wyzwana przez Slamovich. Walka została później oficjalnie ogłoszona na Against All Odds.

### Pojedynek o TNA World Tag Team Championship
Na odcinku TNA Impact! z 29 maja, The Rascalz (Trey Miguel i Zachary Wentz) pokonali The System (Briana Myersa i Eddiego Edwardsa), Fir$t Cla$$ (A. J. Francisa i KC Navarro) oraz Laredo Kida (którego partner Octagón Jr. został zaatakowany przez The System za kulisami), aby zdobyć walkę o TNA World Tag Team Championship. Następnie ogłoszono, że zmierzą się z The Nemeth Brothers (Nicem Nemethem i Ryanem Nemethem) o tytuły na Against All Odds.

### Santino Marella vs. Robert Stone
Na odcinku TNA Impact! z 1 maja, Asystent Generalnej Menadżerki NXT, Robert Stone (wcześniej znany jako Robbie E w TNA), skonfrontował się z dyrektorem ds. władz TNA, Santino Marellą, w towarzystwie Victorii Crawford. Twierdząc, że Marella jest "pod nadzorem" ze strony "przełożonych" z Anthem Sports & Entertainment, Stone ogłosił, że Crawford będzie pełnić funkcję "zastępczyni" dyrektora ds. władz, podczas gdy on sam będzie łącznikiem pomiędzy TNA a Anthem. Obecnie przedstawiając się jako "Szeryf Stone", zaczął unieważniać decyzje Marelli, zyskując poparcie Tessy Blanchard, która wcześniej krytykowała przywództwo Marelli, a jednocześnie spotykając się z dezaprobatą ze strony córki Marelli, Arianny Grace – łączniczki między TNA a NXT. Doprowadziło to do walki pomiędzy Blanchard a Grace na Under Siege, którą wygrała Blanchard. Na kolejnym odcinku TNA Impact!, Marella i Grace zmierzyli się z Stonem i Crawford w intergender tag team matchu, jednak zespół Stone’a zwyciężył dzięki kilku warunkom narzuconym przez niego samego oraz ingerencji Alishy Edwards. Później, w ekskluzywnym materiale cyfrowym, rozwścieczony Marella wyzwał Stone’a na pojedynek jeden na jednego podczas gali Against All Odds, a stawką starcia miała być rola dyrektora ds. władz TNA.

### Mustafa Ali vs. Jason Hotch
Po przegranej z Mike’iem Santaną w falls count anywhere matchu na Rebellion, Mustafa Ali rozpoczął spiralę upadku, w której stał się bardziej agresywny wobec przeciwników jego i jego gabinetu Order 4 (The Great Hands (John Skylar i Jason Hotch) i Tasha Steelz). Niemal oderwany od rzeczywistości, ślepo atakował takich zawodników jak Ace Austin i The Rascalz (Trey Miguel i Zachary Wentz), jednocześnie wykorzystując członków Order 4 do ochrony go, choć pozornie wbrew ich woli. Na Under Siege, Order 4 pokonali The Rascalz, Indi Hartwell i powracającego Raja Singha (zastępującego kontuzjowanego Ace’a Austina), ale Ali nadal atakował tego ostatniego po meczu. Steelz próbował go uspokoić, ale został niespodziewanie zepchnięty przez Alego. Oznaki obraźliwego zachowania Alego były następnie ponownie widoczne na następnym TNA Impact!, gdzie, gdy kazał The Great Hands zaatakować Singha po walce, złapał Steelz za włosy i groził jej. W następnym tygodniu, Steelz przegrała z Hartwell po tym, jak Hotch odmówił zaatakowania tej ostatniej. Ali wyszedł i popchnął zarówno Steelz, jak i sędziego na ziemię, zanim Hotch wskoczył pomiędzy niego a Steelz. Za kulisami Ali oświadczył, że on i Hotch zmierzą się w walce na Against All Odds.

## Wyniki walk
| Nr                                                                   | Wyniki | Stypulacje                                                           | Czas  |
| -------------------------------------------------------------------- | --- | -------------------------------------------------------------------- | ----- |
| 1P                                                                   | The Elegance Brand (Ash by Elegance, Heather by Elegance i M by Elegance) pokonały Xię Brookside, Harley Hudson i Mylę Grace poprzez pinfall                                  | Six-woman tag team match                                             | 5:16  |
| 2                                                                    | Steve Maclin (c) pokonał Mance’a Warnera (z Steph De Lander) poprzez pinfall                                                                                                  | Singles match o TNA International Championship                       | 9:39  |
| 3                                                                    | The Hardys (Jeff Hardy i Matt Hardy), Leon Slater i The Home Town Man pokonali The System (Moose’a, JDC, Eddiego Edwardsa i Briana Myersa) (z Alishą Edwards) poprzez pinfall | Eight-man tag team match                                             | 12:35 |
| 4                                                                    | Mustafa Ali (z Johnem Skylerem i Tashą Steelz) pokonał Jasona Hotcha poprzez pinfall                                                                                          | Singles match                                                        | 13:41 |
| 5                                                                    | Masha Slamovich (c) pokonała Léi Yǐng Lee poprzez pinfall | Singles match o TNA Knockouts World Championship                     | 12:47 |
| 6                                                                    | Frankie Kazarian pokonał Joe Hendry’ego poprzez pinfall | Singles match                                                        | 12:41 |
| 7                                                                    | The Nemeth Brothers (Nic Nemeth i Ryan Nemeth) (c) pokonali The Rascalz (Treya Miguela i Zachary’ego Wentza) poprzez pinfall                                                  | Tag team match o TNA World Tag Team Championship                     | 12:43 |
| 8                                                                    | Santino Marella (z Arianną Grace) pokonał Sheriffa Stone’a (z Tessą Blanchard i Victorią Crawford) poprzez pinfall                                                            | Singles match Zwycięzca zostaje oficjalnym dyrektorem ds. władz TNA. | 9:48  |
| 9                                                                    | Trick Williams (c) pokonał Elijaha poprzez pinfall | Singles match o TNA World Championship                               | 16:16 |
| (c) – mistrz/mistrzyni przed walkąP – walka miała miejsce w pre-show | |                                                                      |       |